# Tașlîc
Tașlîc (ros. Ташлык, Taszłyk) – wieś w Mołdawii (Naddniestrzu), w rejonie Grigoriopol, siedziba gminy o tej samej nazwie. W 2004 roku liczyła 3224 mieszkańców.

## Położenie
Miejscowość znajduje się na lewym brzegu Dniestru, pod faktyczną administracją Naddniestrza, w odległości 12 km od Grigoriopola i 70 km od Kiszyniowa.

## Historia
Wioska po raz pierwszy została wspomniana w 1745 roku. Do 1779 roku wieś liczyła około 10 gospodarstw domowych. W XIX wieku w miejscowości osiedliło się kilka bułgarskich rodzin. W latach 40. XIX wieku  wieś liczyła 74 mieszkańców. W drugiej połowie XIX wieku w miejscowości wybudowano kamienny kościół pod wezwaniem św. Jerzego Biskupa, szkołę parafialną, bibliotekę, młyny parowe oraz kamieniołomy. Według danych spisu powszechnego z 1897 roku, miejscowość w 146 domach zamieszkiwało 300 osób. W okresie sowieckim w miejscowości utworzono kołchoz Progres, specjalizujący się w uprawie zbóż, winorośli oraz sadownictwie. We wsi otwarto również gimnazjum, klub z instalacją kinową, nową bibliotekę, warsztaty usług społecznych, pocztę, przedszkole, sklep, szpital oraz punkt medyczny.

## Demografia
Według danych spisu powszechnego w Naddniestrzu w 2004 roku wieś liczyła 3224 mieszkańców, z czego większość, 3163 osób, stanowili Mołdawianie.